# Hartmann Kleiner
Hartmann Kleiner (* 29. August 1942 in Berlin) ist ein deutscher Verbandsjurist, der zahlreiche Ehrenämter und Aufsichtsmandate wahrnahm.

## Werdegang
Hartmann Kleiner studierte an der Freien Universität Berlin und der Universität Freiburg und legte 1966 die erste, 1970 die zweite juristische Staatsprüfung ab. 1971 promovierte er an der Universität zu Köln mit einer Dissertation über Rechtsfragen der Arbeitskräftelenkung und -vermittlung im geteilten Deutschland.
1961 wurde er Mitglied der Berliner Burschenschaft Rugia und war von 1963 bis 1964 Mitglied im Hochschulpolitischen Ausschuss der Deutschen Burschenschaft. 2006 wurde Kleiner außerdem Mitglied der Burschenschaft Teutonia Jena.
Bis 2007 war Kleiner 26 Jahre Hauptgeschäftsführer der Vereinigung der Unternehmerverbände Berlin und Brandenburg e. V. (UVB) und des Verbandes der Metall- und Elektroindustrie in Berlin und Brandenburg (VME). In seine aktive Zeit fielen in Berlin die Jahre der deutschen Wiedervereinigung, der Olympiabewerbung und der geplanten Fusion zwischen Berlin und Brandenburg.
Hartmann Kleiner gehörte dem Rundfunkrat des Sender Freies Berlin (SFB) an und war Vorsitzender des Verwaltungsrats. Nach der Fusion mit dem ORB übernahm er die entsprechenden Positionen ebenfalls beim RBB. Bei seinem Ausscheiden 2013 würdigte die RBB-Intendantin Dagmar Reim seine Verdienste mit den Worten: „Auf seine kritische wie loyale Begleitung [...] war Verlass. Er ist ein exzellenter Fachmann der alle ökonomischen Themen souverän beherrscht [...]“
Diese kritische und loyale Begleitung qualifizierte Hartmann Kleiner auch für andere Positionen wie als Aufsichtsratsvorsitz der Vivantes-Gruppe. Gerade hier setzte er sich dafür ein, sachkundige Führungskräfte und nicht politische Versorgungskandidaten mit der Unternehmensführung zu beauftragen.
Er wurde u. a. in die Aufsichtsräte der Landesbank Berlin und der Berliner Verkehrsbetriebe BVG AöR berufen, denen er jeweils langjährig angehörte.
Kleiner engagierte sich auch ehrenamtlich im sozialpolitischen Bereich. In den Jahren von 1983 bis 1990 war er Vorsitzender des Vorstandes der AOK Berlin sowie von 1982 bis 2001 Mitglied des Verwaltungsrates der Bundesanstalt für Arbeit. Von 2002 bis Herbst 2015 war er zudem alternierender Vorstandsvorsitzender der Deutschen Rentenversicherung Bund, mit 18.000 Mitarbeitern einem der größten Arbeitgeber in Berlin. Im Jahr 2005 wurde er auch zum Mitglied des Sozialbeirates der Bundesregierung berufen.
Seit 2013 engagiert er sich ehrenamtlich als 1. Vorsitzender des Berliner Ruder-Club. Er lebt in Berlin.

## Ehrungen
- Verdienstkreuz 1. Klasse des Verdienstordens der Bundesrepublik Deutschland
- Verdienstorden des Landes Brandenburg 2009
- Verdienstorden des Landes Berlin 2013
- Ritterkreuz des Verdienstordens des Großherzogtums Luxemburg